# Моха
Мо́ха (Муха), или Мо́кка (араб. المخا‎; англ. al-Mocha) — йеменский портовый город на Красном море, в честь которого был назван сорт кофе — мокка.
Расположен в 74 км к северу от Баб-эль-Мандебского пролива, с обширной гаванью, защищенной двумя крепостями. От 14 до 15 тыс. жителей. Прежде отсюда вывозился лучший сорт кофе; теперь значение Мохи упало.

## Порт и кофе

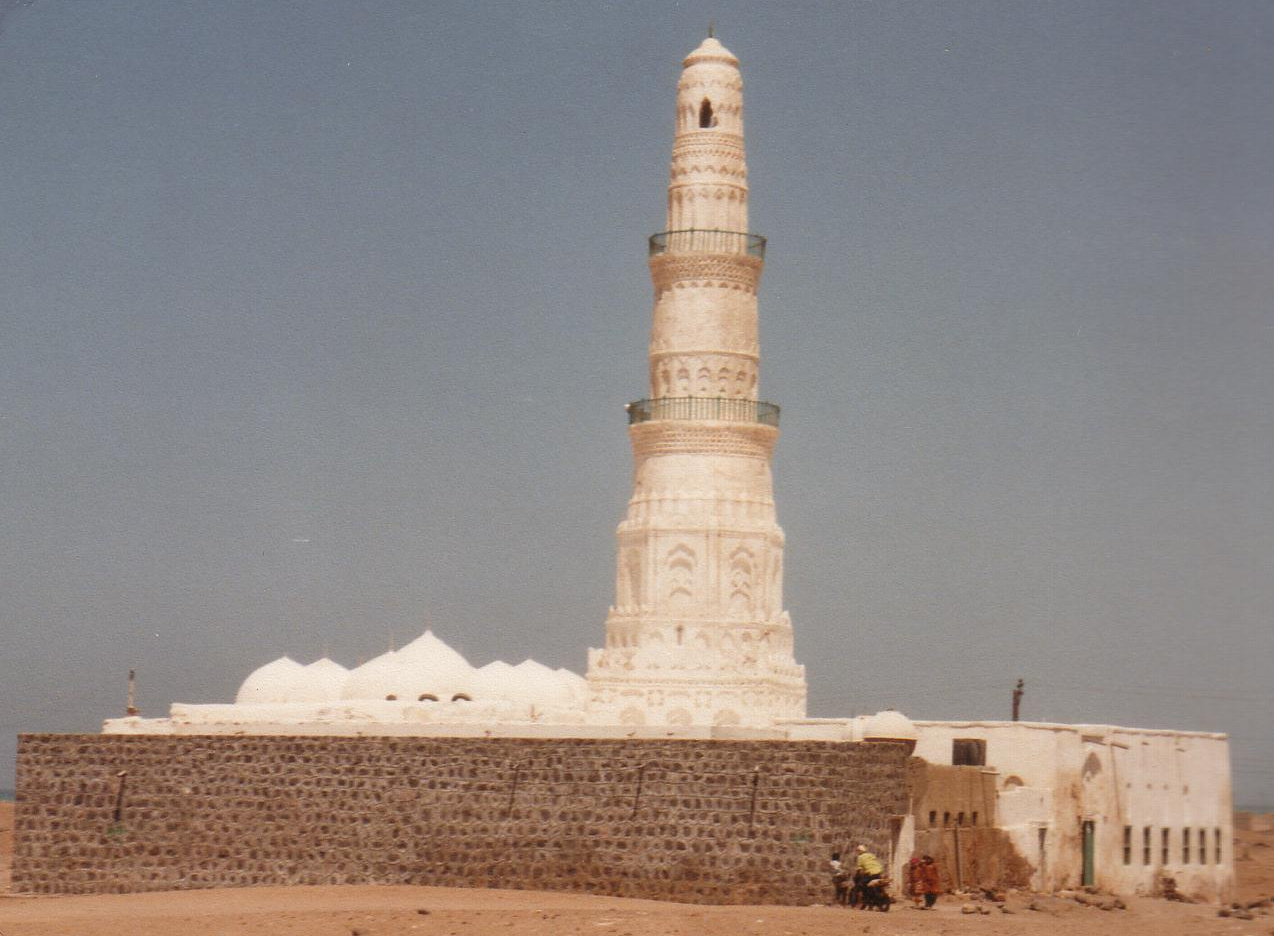
Мечеть в Мохе

Город-порт Моха известен тем, что являлся основным рынком и портом по вывозу кофе из Йемена с XV до XVII века. Даже после того, как были найдены другие источники кофе, кофейные бобы Mocha (также называемые Санани или Mocha Санани бобы, то есть из Саны) продолжали цениться за их особый аромат и остаются таковыми по сей день.
По словам путешественника Джеронимо Лобо, который ходил на корабле по Красному морю в 1625 году, Моха имела «раньше ограниченную репутацию и торговлю», но из-за «прихода турок к власти по всей Аравии, он стал главным городом территории, находящейся под турецким господством, хотя это не место жительства паши, который находился на расстоянии в два дня пути в глубь страны в городе Сана». Лобо добавляет, что его значение как порта было закреплено Османским законом, установившим что все суда, входящие в Красном море, должны заходить в порт Моха и платить пошлину за свои грузы.
Ремедиус Прутски (англ. Remedius Prutky) проходя через Моху в 1752 году обнаружил, что город словно «ночлежка пророка Мухаммеда, которая походила на огромный многоквартирный блок, выложенный из многих сотен отдельных ячеек (клеток), где жилье было арендовано для всех незнакомцев без дискриминации расы или религии». «Он также обнаружил ряд европейских кораблей в гавани: три французских, четыре английских, два голландских и один португальский».

## Галерея

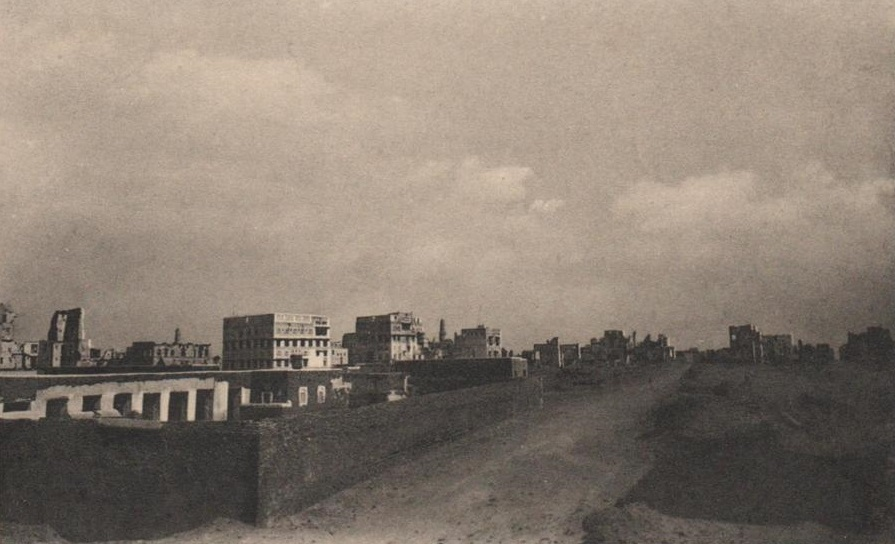
Моха в 1900–1910 гг.
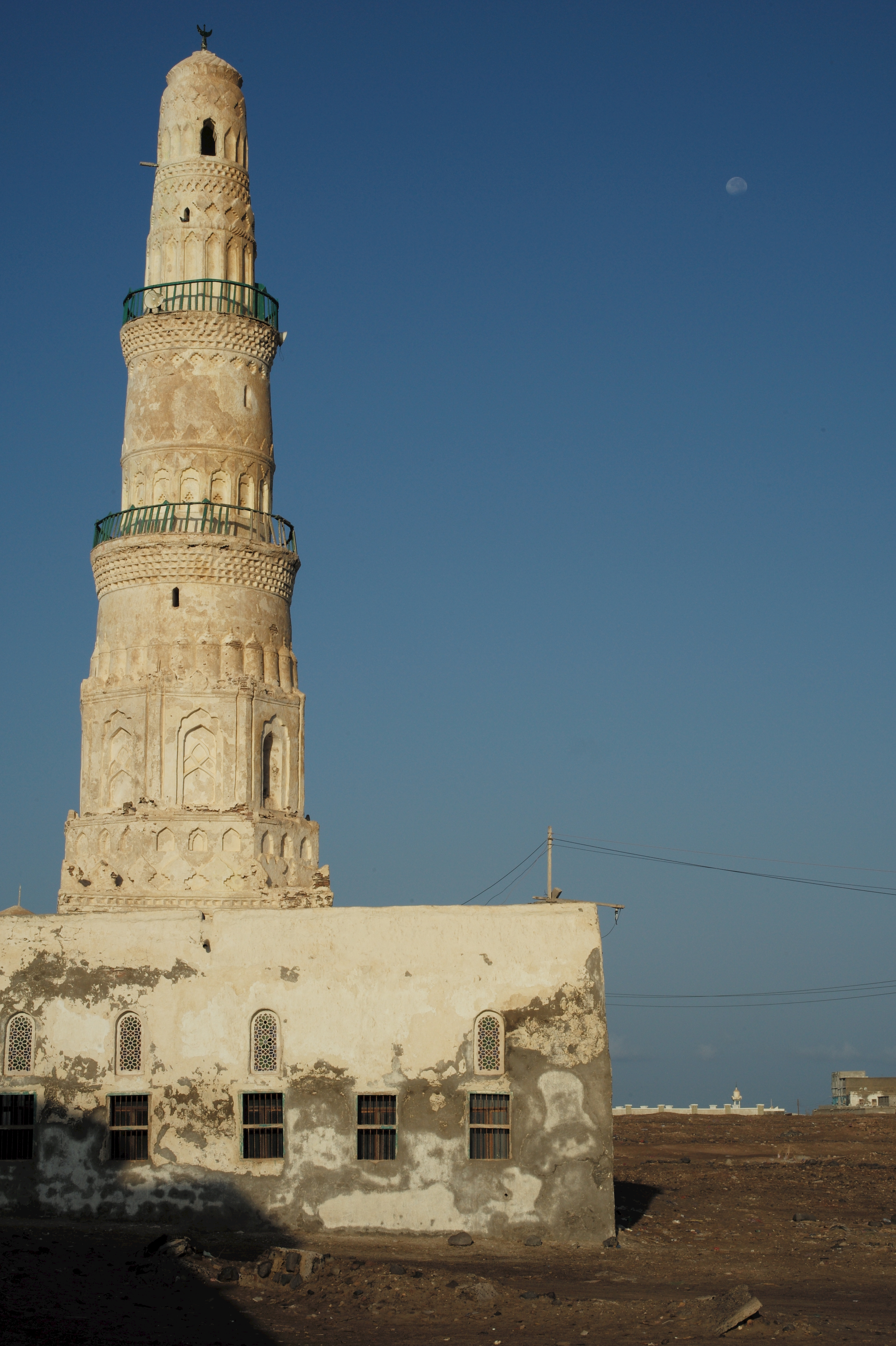
Минарет мечети Мохи
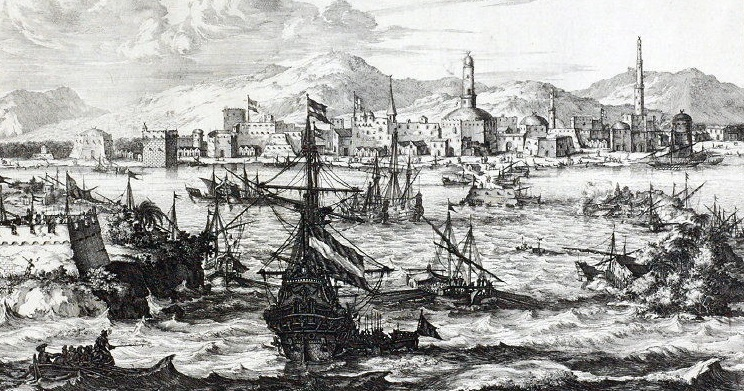
Европейские фабрики в Мохе в конце XVII века
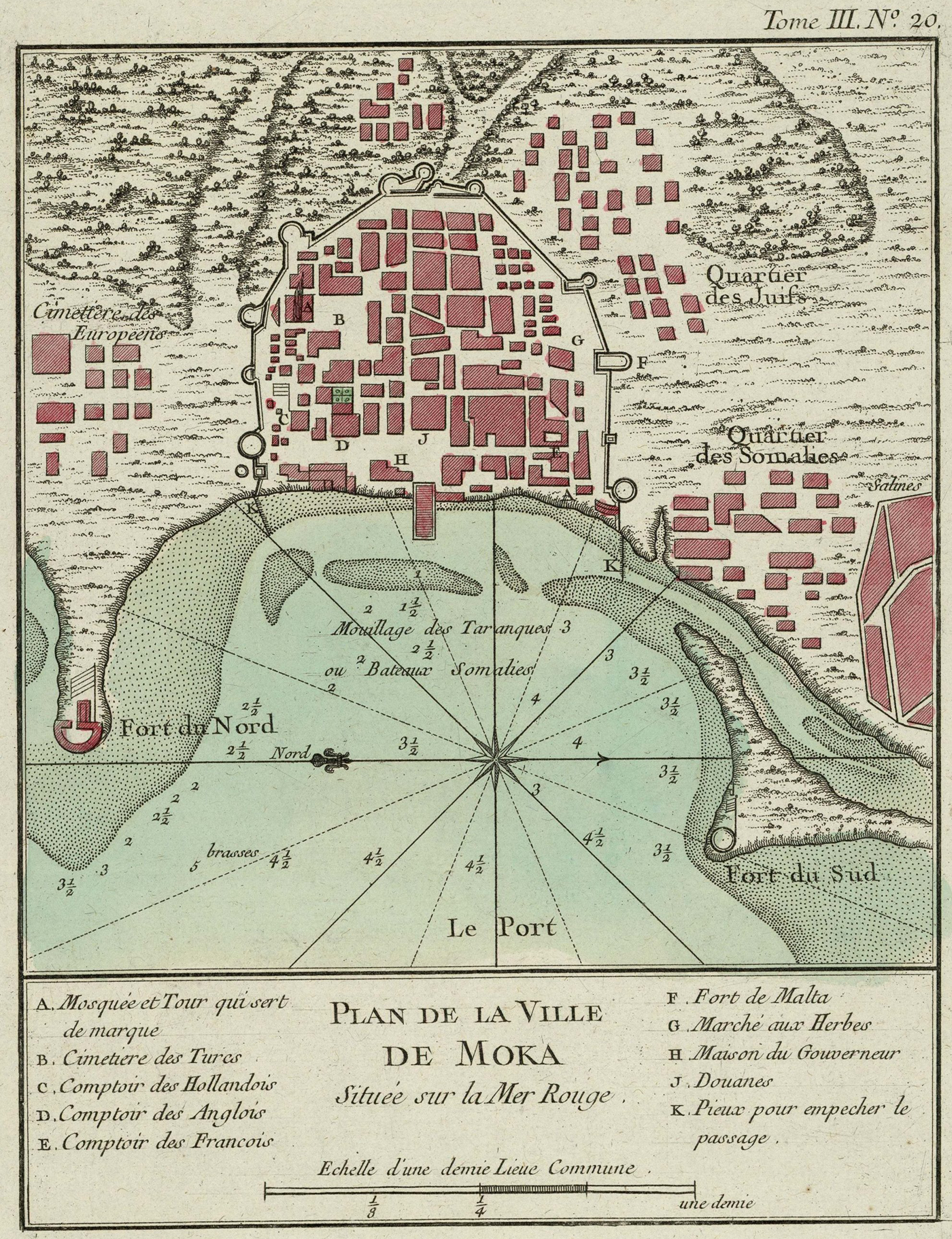
Французский план Мохи XVIII века. Сомалийский, еврейский и европейский кварталы расположены за пределами цитадели.
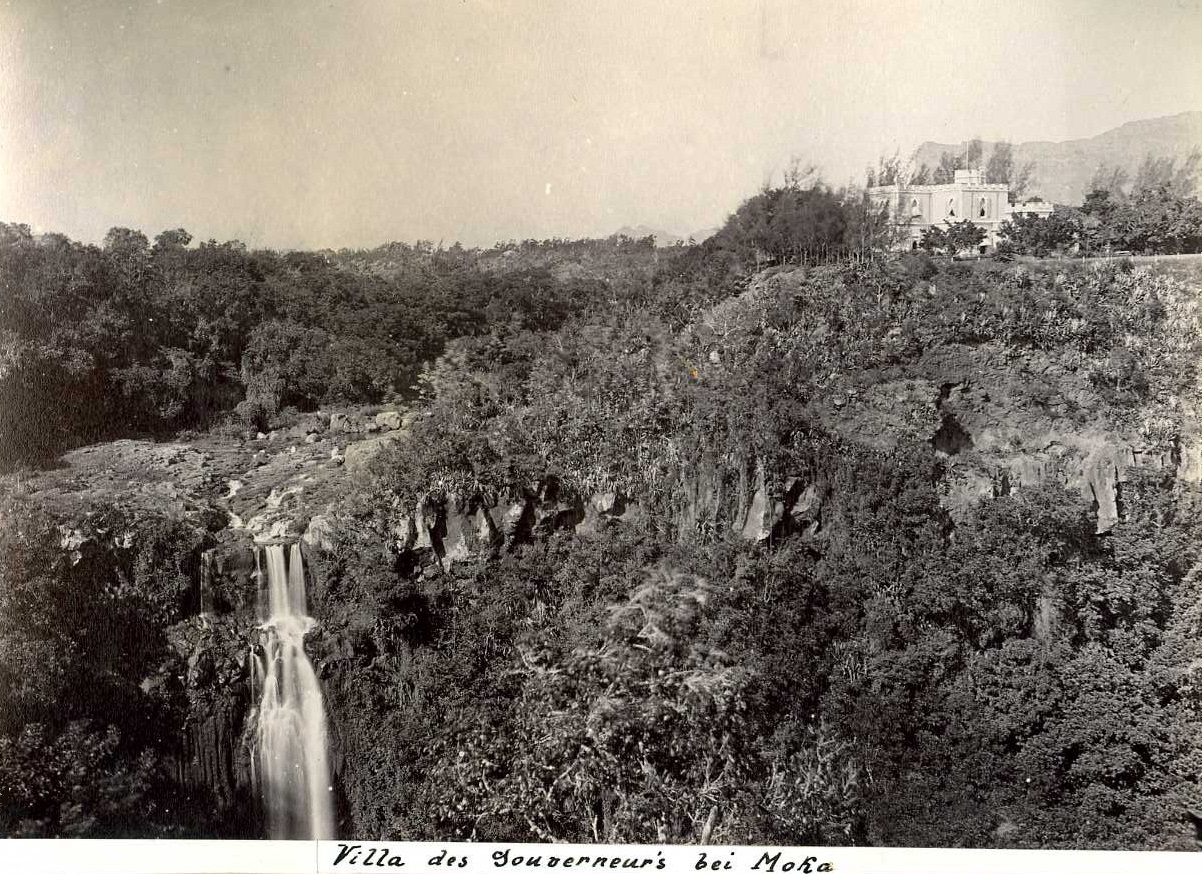
Вилла турецкого губернатора, конец XIX века